# Banda de Lüders

Distribución de la deformación medida en un ensayo de tracción (aleación con memoria de forma) durante la carga y descarga se muestra en movimiento las bandas de Lüders. La medición se realizó con un sistema de correlación de imágenes digital LIMESS.

Las bandas de Lüders son bandas de deformación plástica que aparecen en algunos metales, como aceros con bajo contenido en carbono o algunas aleaciones de aluminio-magnesio, cuando se los somete a tracción. El fenómeno fue descrito por primera vez por Guillaume Piobert y W. Lüders.
La formación de bandas de Lüders depende por un lado de características microscópicas, como el tamaño de grano y estructura cristalina, y por otro lado de la geometría macroscópica de la pieza. Un ejemplo de esto último es el hecho de que una barra de acero de sección cuadrada sometida a tracción longitudinal tiende a desarrollar más bandas de Lüders que una barra del mismo material pero de sección circular.
Cuando se ensaya una probeta a tracción, la formación de una banda de Lüders va precedida por una plastificación seguida de una caída de la tensión. La banda entonces aparece separando una región que está deformada plásticamente de otra región que no presenta deformación plástica. La banda se propaga a medida que la deformación aumenta. La banda de Lüders suele aparecer en un extremo de la probeta y propagarse hacia el otro extremo. El frente visible normalmente se sitúa en una línea recta que forma un ángulo entre 50° y 55° con la dirección de aplicación de la carga y se propaga a lo largo del espécimen. Mientras se propaga la banda, la curva de tensión-deformación nominales permanece horizontal. Una vez la banda ha terminado de propagarse por la probeta, la curva tensión-deformación vuelve a ser creciente. A veces la banda de Lüders deriva en el efecto Portevin–Le Chatelier. 